# Tómame (canción de Francisca Valenzuela)
«Tómame» es una canción interpretada por la cantante chilena Francisca Valenzuela. Se lanzó el 25 de julio de 2018 como el sencillo principal de su cuarto álbum de estudio, La fortaleza (2020).

## Antecedentes y lanzamiento
Tras el lanzamiento de su último álbum de estudio Tajo abierto en 2014, la cantante estrenó el 25 de julio de 2018 esta canción de pop que sirve como un adelanto de su cuarto álbum de estudio La fortaleza (2020). Derivó en varias críticas del sector conservador a la artista, esto debido a que Valenzuela decidió incluir varios elementos sexuales, no del todo explícitos, dentro de la temática de la canción. Según la artista esto se debía a una negativa del público a recibir algún tipo de mensaje que dejara ver la liberación sexual femenina, la cual ella defiende.

## Composición
La canción con un sonido fresco y actual, fue escrita por Francisca Valenzuela y producida por Fernando Herrera y Vicente Sanfuente, aborda a través de sus letras la fuerza, libertad y evolución continua. «Me gustaba la idea de presentar primero una canción que tuviera este potencial, bacán, relajada y que a la vez tuviera humor y sensualidad, femineidad» comentó Francisca sobre la pista.

## Video musical
El video musical de «Tómame» fue dirigido por la propia Francisca Valenzuela, bajo la producción de Frantastic Records y grabado en Mack Sennett Studios de Los Ángeles. Se estrenó el 25 de julio de 2018 en YouTube. En él se ven varias escenas coloridas, con la cantante y junto a un grupo de mujeres bailando, con vestuario que mezclan los tonos de Andy Warhol con los lunares de Roy Lichtenstein.

## Posicionamiento en listas
| Listas (2018)         | Mejor posición |
| --------------------- | -------------- |
| Chile (Singles Chart) | 15             |